# Trifolium pseudostriatum
Trifolium pseudostriatum är en ärtväxtart som beskrevs av Baker f.. Trifolium pseudostriatum ingår i släktet klövrar, och familjen ärtväxter. Inga underarter finns listade i Catalogue of Life.